# Церква святого архістратига Михаїла (Городок)
Церква святого архістратига Михаїла в Городку — парафія і храм греко-католицької громади Заліщицького деканату Бучацької єпархії Української греко-католицької церкви в селі Городок Чортківського району Тернопільської области.
Пам'ятка архітектури місцевого значення (охоронний номер 542).

## Історія церкви
Щодо дати будівництва церкви в Городку є суперечності: за одними джерелами, її збудували у 1704 році, за іншими — у 1799 році. Фундатором була графиня Борковська.
До 1946 року церква і парафія були греко-католицькими. З 1946 по 1964 рік вони належали до РПЦ.
У 1964 році державна влада закрила храм, а в його приміщенні відкрили історичний музей, який проіснував до 1988 року.
Упродовж 1988—1989 років церкву реставрували, розписали і на початку 1989 року урочисто відкрили. Освячення здійснив священик РПЦ о. Йосип Смішко.
Наприкінці 1989 року парафія і церква знову повернулися в лоно УГКЦ.
Під керівництвом о. Володимира Драбика у 2008—2009 роках було здійснено добудову церкви та проведено капітальний ремонт.
У 2001 році відбулася єпископська візитація Іринея Білика, під час якої відновили відпуст на честь Різдва Пресвятої Богородиці.
У 2012 році іконостас реставрували за кошти Ігоря Андрусика.
Храм відомий чудотворною іконою Пресвятої Богородиці та має статус відпустового місця з датою відпусту 21 вересня.
На території парафії є місійні хрести, а у власності — проборство.
При парафії діють: братство «Апостольство молитви», Марійська і Вівтарна дружини, спільнота «Українська молодь — Христові».

## Парохи
- о. Петро Ілевич (1916—1923),
- о. Йосип Фльорчук (1923—1939),
- о. Ніколаєв (1940—1946),
- о. Ярослав Мировим (1946—1972),
- о. Микола Романець (1989—1991),
- о. Онуфрій Швигар (1991—1998),
- о. Микола Довжук (1998—1999),
- о. Олег Косован (1999),
- о. Василь Щур (1999—2000),
- о. Володимир Драбик (з 13 березня 2000).